# Janny van der Molen
Janny van der Molen (Bergum, 11 oktober 1968) is auteur van voornamelijk kinder- en jeugdboeken. Haar werk is het best te omschrijven als ‘verhalende non-fictie’.

## Biografie
Janny van der Molen is opgegroeid in het Friese Bergum. Na de Utrechtse School voor de Journalistiek had Van der Molen verschillende communicatiebanen bij een aantal maatschappelijke organisaties. Daarnaast volgde ze een studie Sociaal-culturele theologie aan de Universiteit van Amsterdam die ze in 2001 afrondde met  een onderzoek naar de invloed van Carl Gustav Jung op het denken van Etty Hillesum. In 2021 behaalde Van der Molen een master Geestelijke Verzorging aan de Rijks Universiteit Groningen. Van der Molen is een aantal jaren actief geweest binnen de PvdA als staten- en gemeenteraadslid.
In 2007 verscheen Van der Molens eerste kinderboek Over engelen, goden en helden – verhalen uit de grote wereldreligies bij Uitgeverij Ploegsma. Sindsdien schrijft zij voor kinderen (doorgaans 10+) over thema's als geschiedenis, filosofie en wetenschap. Met haar verhalen wil de schrijfster graag kinderen betrekken bij de samenleving en inspireren het beste uit zichzelf en anderen te halen. Behalve kinderboeken schrijft van der Molen ook voor volwassenen. In 2014 kwam Ik zou lang willen leven uit, met daarin de belangrijkste thema's uit het werk van Etty Hillesum. Dit boek schreef Van der Molen met Klaas A.D. Smelik. 
Naast schrijver is Van der Molen sinds 2021 werkzaam als algemeen, ongebonden geestelijk verzorger binnen de psychiatrie. 

## Prijzen en nominaties
- 2008 Vlag en Wimpel voor Over engelen, goden en helden – verhalen uit de grote wereldreligies
- 2008 Eervolle vermelding Jenny Smelik Ibbyprijs voor Over engelen, goden en helden – verhalen uit de grote wereldreligies
- 2010 Nominatie Kinderboekwinkelprijs voor Helden! Mensen die de wereld mooier maakten
- 2014 Nominatie Thea Beckmanprijs voor "Buiten is het oorlog - Anne Frank en haar wereld"

## Vertalingen
- 2009 Om änglar, gudar och hjältar – Berättelser ur de stora världsreligionerna (Zweeds), vertaald door Boerje Bohlin
- 2013 Outside it’s war. Anne Frank and her world (Engels), vertaald door Eugenie Martens
- 2015 Herrn Swart brummt der Schädel (Duits), vertaald door Rolf Erdorf (Gabriel Verlag)
- 2015 La vie d'Anne Frank (Frans), vertaald door Emmanuèle Sandron (Bayard Jeunesse)
- 2015 O mundo de Anne Frank (Portugees), vertaald door Alexandra de Vries (Rocco)
- 2016 Afuera está la guerra. Ana Frank y su mundo (Spaans), vertaald door Diego Puls, m.m.v. María Cristina Galibert (Intermedio)
- 2016 Grote Gedachten verschenen in Korea (Lime)
- 2019 Buiten is het oorlog verschenen in Japan, vertaald door Yumi Nishimura (Iwanami Shoten)
- 2020 Fuori c'è la guerra. Anne Frank e il suo mondo (Italiaans) (Einaudi Ragazzi)
- 2021 Büyük düsünürlerle. Felsefe yolculugu (Turks), vertaald door Gülçin Erkman (Epsilon)